# Elección de gobernador regional del Maule de 2021
La elección de gobernador regional del Maule de 2021 se realizó el 15 y 16 de mayo de 2021, así como en todo Chile, para elegir a los responsables de la administración a nivel regional.

## Sistema electoral
El gobernador regional es elegido por sufragio universal, en un sistema de segunda vuelta. El margen para resultar electo en la primera ronda de votación es un 40% de los votos válidamente emitidos. Si ninguna candidatura logra el 40% de los votos válidamente emitidos, hay una segunda vuelta entre las dos más votadas.
Dura cuatro años en el ejercicio de sus funciones y puede ser reelegido como máximo en una ocasión.

## Resultados

### Primera vuelta
Con el 100 % de los votos escrutados.
|  | 28,31 % |

|  | 23,95 % |

|  | 18,04 % |

|  | 13,32 % |

|  | 7,56 % |

|  | 4,77 % |

|  | 4,05 % |

|  | 90,24 % |

|  | 2,74 % |

|  | 7,02 % |

|  | 100 % |

|  | 43,68 % |

### Segunda vuelta
|  | 57,32 % |

|  | 42,68 % |

|  | 98,16 % |

|  | 1,33 % |

|  | 0,50 % |

|  | 100 % |

|  | 16,55 % |